# Molly Scott Cato
Sarah Margaret Molly Scott Cato, född 21 maj 1963 i Wrexham i Wales i Storbritannien, är en arbetskritiker, och grön politiker. Hon är sedan 2014 ledamot av Europaparlamentet.

## Biografi
Molly Scott Cato föddes i Wrexham, Wales, som dotter till David Brian Scott och Mary Curtis. Hon gick i internatskola i Bath  och studerade sedan filosofi, samhällsvetenskap och ekonomi vid Oxfords universitet. 1990 blev hon Master of Science vid Open University och 1990 disputerade hon för filosofie doktorsgrad vid University of Wales.
Scott Cato har tre barn och bor i Stroud, Gloucestershire.

### Akademisk karriär
Scott Cato arbetade på Oxford University Press mellan 1987 och 1998 och därefter var hon handledare åt studenter vid Aberystwyth University i två år. Därefter var hon universitetslektor och undervisade i grön ekonomi vid Cardiff Metropolitan University. 2012 blev hon professor i Strategi och Hållbar utveckling vid University of Roehampton i London.

### Politisk karriär

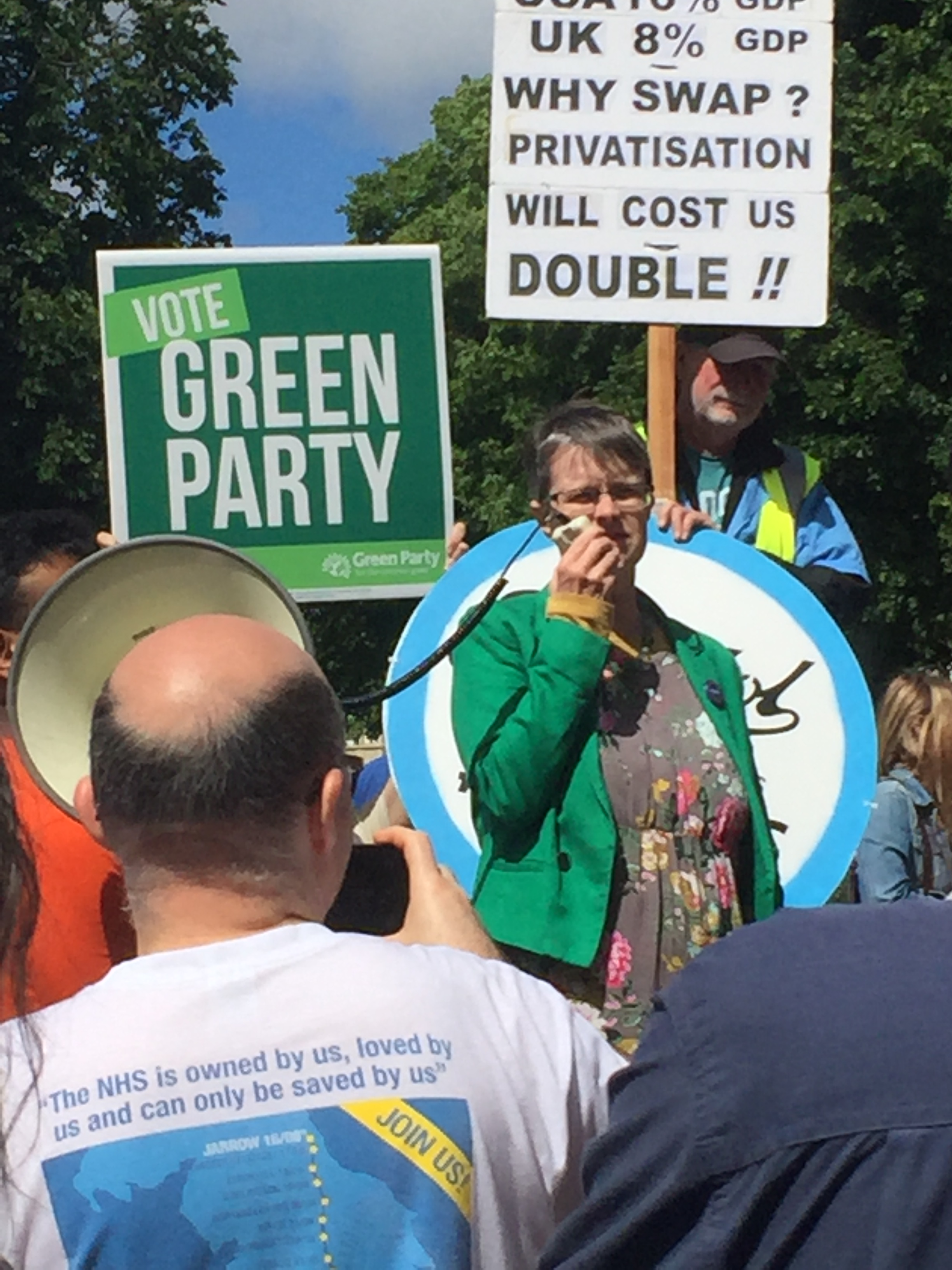
Molly Scott Cato, kampanj i Bristol.

Scott Cato blev medlem i Green Party of England and Wales 1988 och blev regionalt språkrör. Hon är expert på frågor som rör förnybar energi, handel, jordbruk och kooperation.
Scott Cato valdes in i Europaparlamentet 2014.

### Politiska ställningstaganden
Scott Cato var medlem i Association for Heterodox Economics mellan 2010 och 2014. Hon är "distinguished fellow" I Schumacher Institute.
Scott Cato stödjer EU:s bojkott av Israeliska bosättningar och från oktober 2018 stödjer hon Extinction Rebellion.

### Arbetskritik
Molly Scott Cato är en arbetskritiker i Paul Lafargues anda.